# Theravada (boeddhisme)
Het theravada (Pali, letterlijk 'traditie van de Ouderen') is de traditie die de oorspronkelijke boeddhistische leer en conventies navolgt. Soms wordt het theravada ook het 'boeddhisme van het Zuiden' genoemd, omdat het zich vanuit India naar het zuiden (Sri Lanka) verspreidde. Het theravada wordt vooral aangehangen in Sri Lanka, Myanmar, Thailand, Cambodja en Laos. Ook in Indonesië en Chittagong (Bangladesh) wordt het theravada sinds lange tijd gepraktiseerd, maar daar is het een minderheidsbeweging. Tegenwoordig verspreidt het theravada zich ook steeds meer in de westerse landen.
Het theravada wordt ook wel abusievelijk "het kleine voertuig" (hinayana) genoemd, in tegenstelling tot het "grote voertuig" of Mahayana. Beide boeddhistische stromingen bestaan naast elkaar maar er zijn ook andere vormen van boeddhisme.
De invoering van de term Hinayana komt uit het Mahayana, waar niet-Mahayana scholen zo worden aangeduid. Hina betekent niet alleen klein maar ook inferieur. In het Westen is deze term zonder de feitelijke achtergrond te kennen overgenomen. Historisch gezien verwijst de term Hinayana naar de sarvastivadins, een van de 18 vroegste scholen. Theravada was een van de andere scholen.

## Geschiedenis
De geschiedenis van het theravada gaat terug tot de Sangha (de gemeenschap van boeddhistische monniken) in de tijd van de Boeddha. Na het parinibbana (overlijden) van de Boeddha ontstonden er door splitsingen in de Sangha achttien verschillende scholen; de vroege boeddhistische scholen. Het theravada was de hoofdstroming, waar de andere scholen uit voortkwamen door afsplitsingen. Het theravada is de enige van deze vroege boeddhistische scholen die nog steeds bestaat.
Het theravada stond soms ook bekend onder de namen sthaviravāda en vibhajyavāda. 'Sthavira' is Sanskriet voor het Pali woord 'thera', en werd gebruikt in de Sanskrietliteratuur over de vroege boeddhistische scholen. 'Vibhajya' refereert aan 'analyse', en werd voor relatief korte tijd gebruikt, gedurende de periode van koning Asoka.
Zie ook: vroege geschiedenis van het boeddhisme en verspreiding van het Theravada

## Leer
De leringen van het theravada focussen sterk op de Vier Nobele Waarheden en het Edele Achtvoudige Pad. In deze leringen wordt een beschouwing van de natuur van de eigen geest en verlangens benadrukt, en een praktijk die zich concentreert op acties in het hier en nu. Verder spoorde de Boeddha zijn leerlingen aan om deugden als geven, geduld, vertrouwen (geloof), inspanning, doorzettingsvermogen, vriendelijkheid, wijsheid, vredigheid, moraliteit en mentale evenwichtigheid in zichzelf te ontwikkelen. Hoe meer iemand deze eigenschappen bezit, hoe verder zijn geest gepurificeerd is, en hoe meer hij gelukkig en tevreden zal zijn. Andere leringen die in het theravada centraal staan zijn de leringen over de drie karakteristieken en de Middenweg.
In het theravada wordt meditatie benadrukt als een essentieel onderdeel van het pad naar verlichting, samen met moreel gedrag en wijsheid. Vaak gebruikte concepten op het gebied van meditatie in het theravada zijn opmerkzaamheid, samatha, vipassana, samadhi en jhana. De vijf voorschriften zijn het basis-niveau van moreel gedrag, welke uitgebreid kunnen worden tot de acht voorschriften, tien voorschriften of de patimokkha voor monniken.
Het brengen van een einde aan het lijden (dukkha) is het hoofddoel van het theravada boeddhisme. Iemand die dat bereikt heeft, wordt een arahant (heilige) genoemd. De Arahant heeft in essentie dezelfde realisatie als de Boeddha: het Nibbana, oftewel het einde aan het lijden. Het verschil is dat de Boeddha deze realisatie op eigen kracht (zonder leraar) bereikte. De arahant heeft het bereikt met de Boeddha als zijn leraar. Hij volgde de instructies van de Boeddha en hoefde het pad naar verlichting dus niet helemaal zelf opnieuw te ontdekken. De Boeddha had naast de realisatie van Nibbana echter ook vele andere spirituele krachten en capaciteiten, en geen enkele Arahant was op dat niveau zijn gelijke.
De Boeddha legde verder een zeer gedetailleerde gedragscode voor de monniken (bhikkhus) neer: de vinaya. Over het algemeen worden monniken door de Boeddha aangemoedigd om wereldse aangelegenheden en passies achter zich te laten, zodat zij gemakkelijker in staat zijn een staat van vrede en wijsheid te bereiken, en sterke ongezonde emoties zoals haat, verlangen en lust te overwinnen. Het uiteindelijke doel van de vinaya is het ondersteunen van de monnik om de dingen te zien zoals ze echt zijn, en zich zo van onwetendheid (Pali: avijjā) te ontdoen. Voor monniken is er ook een beperkte (en vrijwillige en optionele) mogelijkheid om zich op ascese te richten.

## Geschriften

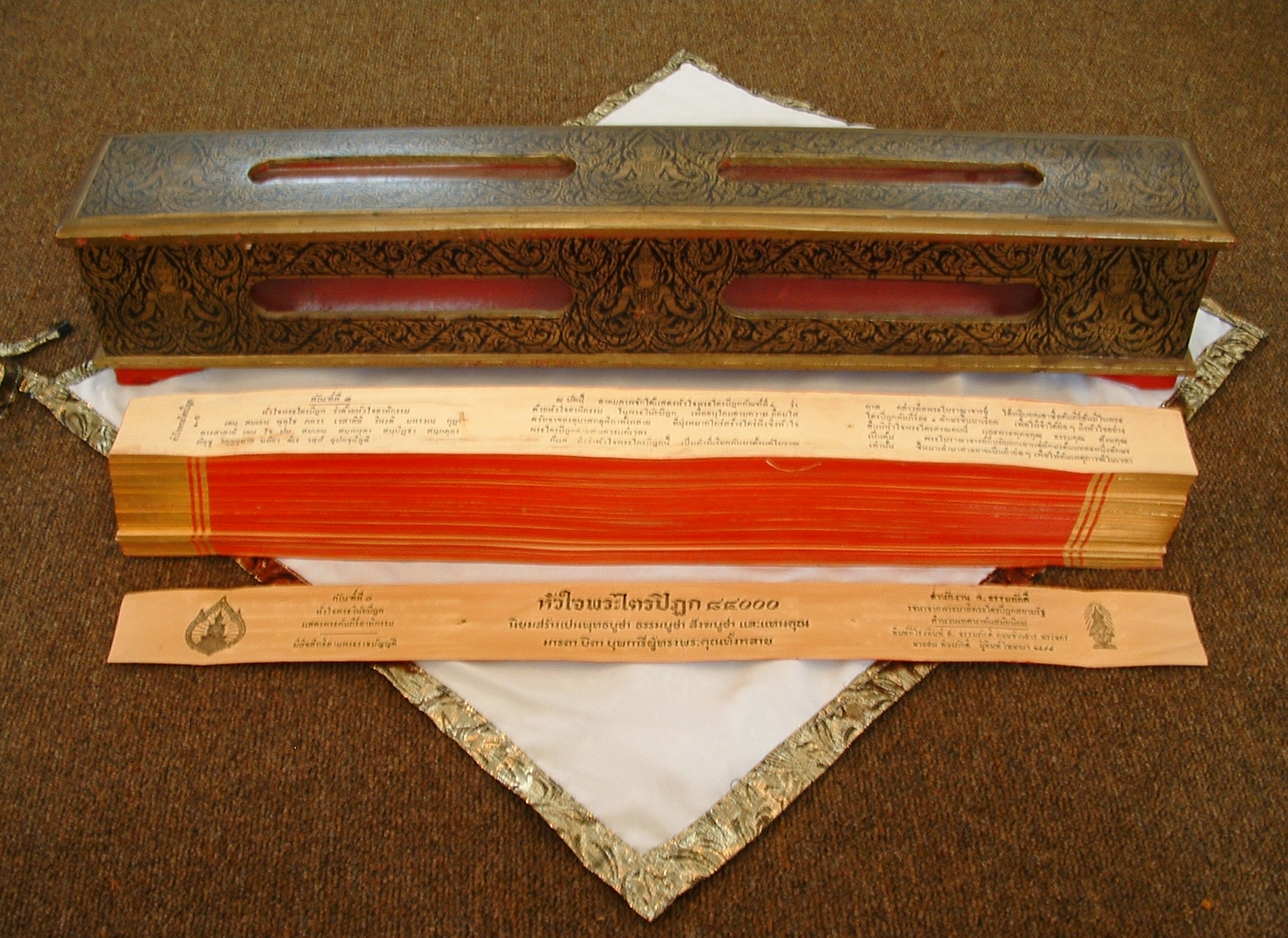
Traditionele wijze van publicatie van de Pali-canon

De collectie van geschriften van het theravada boeddhisme, de Pali-canon, is algemeen aanvaard als de meest betrouwbare verzameling van toespraken (suttas) van de Boeddha. Deze geschriften werden gedurende ongeveer 400 jaar mondeling doorgegeven van leraar tot student, waarbij een geavanceerd systeem van training en controle gebruikt werd om veranderingen in de Canon te voorkomen. Vanaf het jaar 32 voor Christus werd de Pali-canon in schriftelijke vorm bewaard.
Binnen de Pali-canon zijn de geschriften van de suttapitaka en de vinayapitaka het oudste. De abhidhammapitaka is van een latere datum, maar niet later dan 200 voor Christus. Rond deze datum is de Pali-canon 'gesloten', dat betekent dat verdere toevoegingen of wijzigingen niet meer toegelaten werden. Sinds die tijd hebben de bhikkhus (boeddhistische monniken) ernaar gestreefd de Pali-canon in haar originele vorm door te geven aan latere generaties, met als gevolg dat de Pali-canon nu nog steeds bestaat.
Er zijn sindsdien verschillende commentariële geschriften geschreven die ingaan op specifieke onderdelen van de Pali-canon; de bekendste zijn de geschriften geschreven door Buddhaghosa, een Indiase bhikkhu die leefde rond 500 na Christus in Sri Lanka. Zijn meest bekende werk is de Visuddhimagga, waarin alle aspecten van de boeddhistische theorie en praktijk becommentarieerd worden. In sommige landen (voornamelijk Myanmar) staan de commentariële geschriften in bijzonder hoog aanzien, en worden meer bestudeerd dan de Pali-canon zelf.